# Lars Frederiksen
Lars Frederiksen, właściwie Lars Erik Dapello (ur. 30 sierpnia 1971 w Campbell) – duńsko-amerykański gitarzysta i wokalista.

## Biografia
Lars Frederiksen urodził się w Campbell w Kalifornii 30 sierpnia 1971 roku. Jego matka, Minna Dapello, była duńską imigrantką. Miał starszego brata Roberta "Roba" Dapello, który zmarł w lutym 2001 na skutek tętniaka mózgu.
W roku 1991 grał w UK Subs. Od 1993 roku gra na gitarze i śpiewa w punkowym zespole Rancid. Jest również frontmanem zespołu Lars Frederiksen and the Bastards oraz The Old Firm Casuals.
W latach 1998–2001 był żonaty z Megan Frederiksen.
Wziął udział w filmach dokumentalnych: End of the Century: The Story of the Ramones (2003), Punk's Not Dead (2007), Lemmy (2010) i The Other F Word (2011).